# Paco de Lucía (métro de Madrid)
Paco de Lucía / Mirasierra-Paco de Lucía est un ensemble d'échanges multimodal de Madrid en Espagne comprenant une station de la ligne 9 du métro et une gare des lignes C-3a, C-7 et C-8 du réseau des trains de banlieue.

## Situation sur le réseau
La station Paco de Lucía constitue le terminus nord de la ligne 9 du métro. Elle est établie sous la gare ferroviaire, dans le nord du quartier Mirasierra (en), de l'arrondissement de Fuencarral-El Pardo.
Sur le réseau Cercanías Madrid, la gare Mirasierra-Paco de Lucía est située en surface entre celles de Pitis à l'ouest et Ramón y Cajal au sud-est.

## Histoire
La station de métro est ouverte aux voyageurs le 25 mars 2015, lors de la mise en service d'une extension de 1,4 km de la ligne 9 depuis la station Mirasierra.
La gare ferroviaire, construite par ADIF, est elle ouverte le 5 février 2018.

## Décoration
La station Paco de Lucía forme un lieu de mémoire dédié au guitariste espagnol Paco de Lucía, mort le 25 février 2014, et qui demeurait dans le quartier Mirasierra. Les artistes de street art Okuda et Rosh333, associés à l'architecte espagnol Antonyo Marest, ont créé, dans le hall d'entrée de la station, une fresque de 300 m2 figurant un portrait du compositeur et interprète de musique flamenco. L'œuvre, réalisée à l'aide de bombes de peinture aérosol, personnalise l'endroit, à la manière de la peinture murale de l'artiste peintre Luis Gordillo qui orne des murs de la station Alsacia (sur la ligne 2), et des reproductions de lithographies du peintre Francisco de Goya exposées dans la station Goya, à un croisement des lignes 2 et 4.

## Service des voyageurs

### Accueil
L'accès s'effectue par un bâtiment commun au métro et au chemin de fer, situé sur la rue Monasterio de las Huelgas. La gare possède également un autre accès au nord sur la rue Monasterio de El Paular. L'ensemble dispose d'escaliers mécaniques et d'ascenseurs.

### Desserte
La station est desservie par les rames de la ligne 9 du métro. La gare accueille les trains de banlieue du réseau Cercanías Madrid des lignes :
- C-3a qui relie L'Escurial ou Santa María de la Alameda à Aranjuez ;
- C-7 qui relie Príncipe Pío à Alcalá de Henares ;
- C-8 qui relie Cercedilla à Guadalajara.

### Intermodalité
La station est en correspondance avec les lignes de bus n°134, 178 et N23 du réseau EMT.